# Constituția Poloniei (1935)
Constituția din aprilie (În poloneză Ustawa konstytucyjna 23 IV 1935) a fost legea fundamentală aprobată prin votul Seimului polonez la 23 aprilie 1935. A fost acceptată prin nerespectarea Constituției din martie 1921 și a regulamentelor parlamentului, fiind astfel pusă la îndoială de către Sanacja. 
Se crede că această constituție a fost elaborată după sugestiile lui Józef Piłsudski, care era văzut drept următorul președinte al Poloniei. Totuși Piłsudski a murit puțin după adoptarea constituției și președinția a fost luată de Ignacy Mościcki.
Actul introducea ideea că statul este un bun comun tuturor cetățenilor. De asemenea, limita puterea Seimului și a Senatului, în același timp întărind autoritatea președintelui Poloniei. Președintele era responsabil de alegerea membrilor guvernului, care la rândul său era responsabil în fața parlamentului. Președintele avea dreptul de a dizolva parlamentul înainte de încheierea mandatului, de a numi o treime din senatori, era șeful suprem al armatei poloneze și inspectorul general al forțelor armate. Acesta avea dreptul de a emite decrete și vetouri asupra actelor Seimului care nu erau constructive. 
Printre cele mai cunoscute trăsături ale noii constituții se afla dreptul președintelui de a-și numi succesorul în caz de război. Acest lucru a fost folosit ca bază legală pentru existența Guvernului polonez în exil în timpul și după Al Doilea Război Mondial. Constituția a fost oficial abolită în 1944 de către autoritățile comuniste ale Poloniei susținute de Uniunea Sovietică care au readus țara la Constituția din martie și au introdus multe legi bazate pe sistemul stalinist.